# Omar Belatoui
Omar Belatoui (en arabe : عمر بلعطوي), est un footballeur international algérien. Il est né le 4 septembre 1969 à Oran. Il évoluait au poste de défenseur.
Il gagne plusieurs titres avec le MC Oran, notamment la Supercoupe arabe en 1999. Il fait partie de l'équipe nationale algérienne qui remporte la Coupe afro-asiatique des nations en 1991.
Il compte 31 sélections en équipe nationale entre 1989 et 1995.

## Carrière
- 1987-2002 :  MC Oran
- 2002-2003 :  ASM Oran

## Palmarès

### Avec leMC Oran
- Champion d'Algérie en 1988, 1992 et 1993
- Vice-champion d'Algérie en 1987, 1990, 1995, 1996, 1997 et 2000
- Vainqueur de la Coupe d'Algérie en 1996
- Finaliste de la Coupe d'Algérie en 1998 et 2002
- Vainqueur de la Coupe de la Ligue en 1996
- Finaliste de la Coupe de la Ligue en 2000
- Finaliste de la Supercoupe d'Algérie en 1992
- Vainqueur de la Coupe arabe des vainqueurs de coupe en 1997 et 1998
- Vainqueur de la Supercoupe arabe en 1999
- Finaliste de la Ligue des champions arabes en 2001
- Finaliste de la Ligue des champions de la CAF en 1989

### Avec l'Équipe d'Algérie
- Vainqueur de la Coupe afro-asiatique des nations en 1991